# Kolias Corona
Kolias Corona est une corona, formation géologique en forme de couronne, située sur la planète Vénus par -16,5° S et 207,9° E. Elle est localisée dans le quadrangle de Stanton. Elle a été nommée en référence à Kolias, déesse de la Terre, de la nature et des contreforts. 

## Géographie et géologie
Kolias Corona couvre une surface circulaire d'environ 200 km de diamètre. 